# 凯谢伊·奥伊娜
凯谢伊·奥伊娜·艾韦琳（匈牙利語：Késely Ajna Evelin，2001年9月10日—）生于布达佩斯，是一名匈牙利女子游泳运动员，主攻中长距离自由泳。她5岁时在其父亲的见一下在当地的泳池开始练习游泳。她的教练是Turi György，在后来她也加入了教练所属的Kőbánya体育俱乐部，她原本喜欢仰泳，在加入俱乐部后，教练发现她更擅长长距离自由泳，于是她便开始以中长距离自由泳作为主项。